# Armée wurtembergeoise
L'armée wurtembergeoise était l'armée du duché de Wurtemberg, devenu en 1806 le royaume de Wurtemberg, dans les cadres successifs du Saint-Empire, de la confédération du Rhin, de la Confédération germanique et de l'Empire allemand. À partir de 1871, elle est intégrée à l'armée impériale allemande tout en conservant des institutions distinctes jusqu'à la Première Guerre mondiale.

## L'armée wurtembergeoise dans le Saint-Empire (jusqu'en 1806)

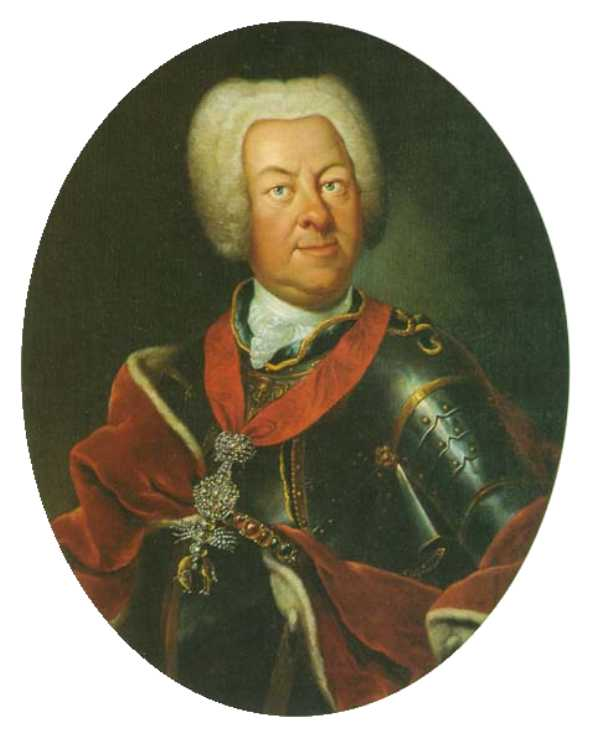
Charles-Alexandre de Wurtemberg (1684-1737), feld-maréchal du Saint-Empire et duc de Wurtemberg.

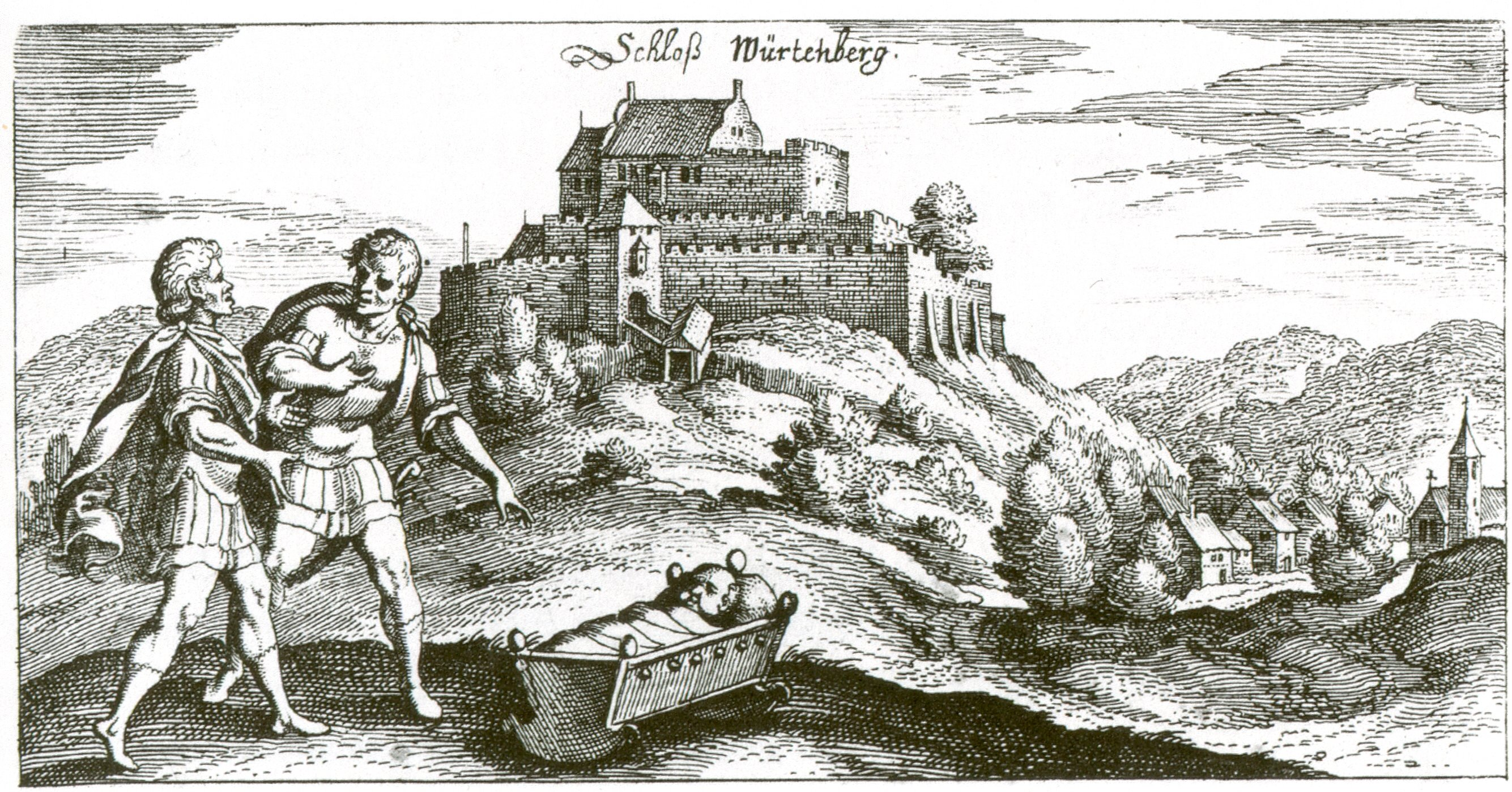
Le, berceau de la maison ducale, gravure de 1624.

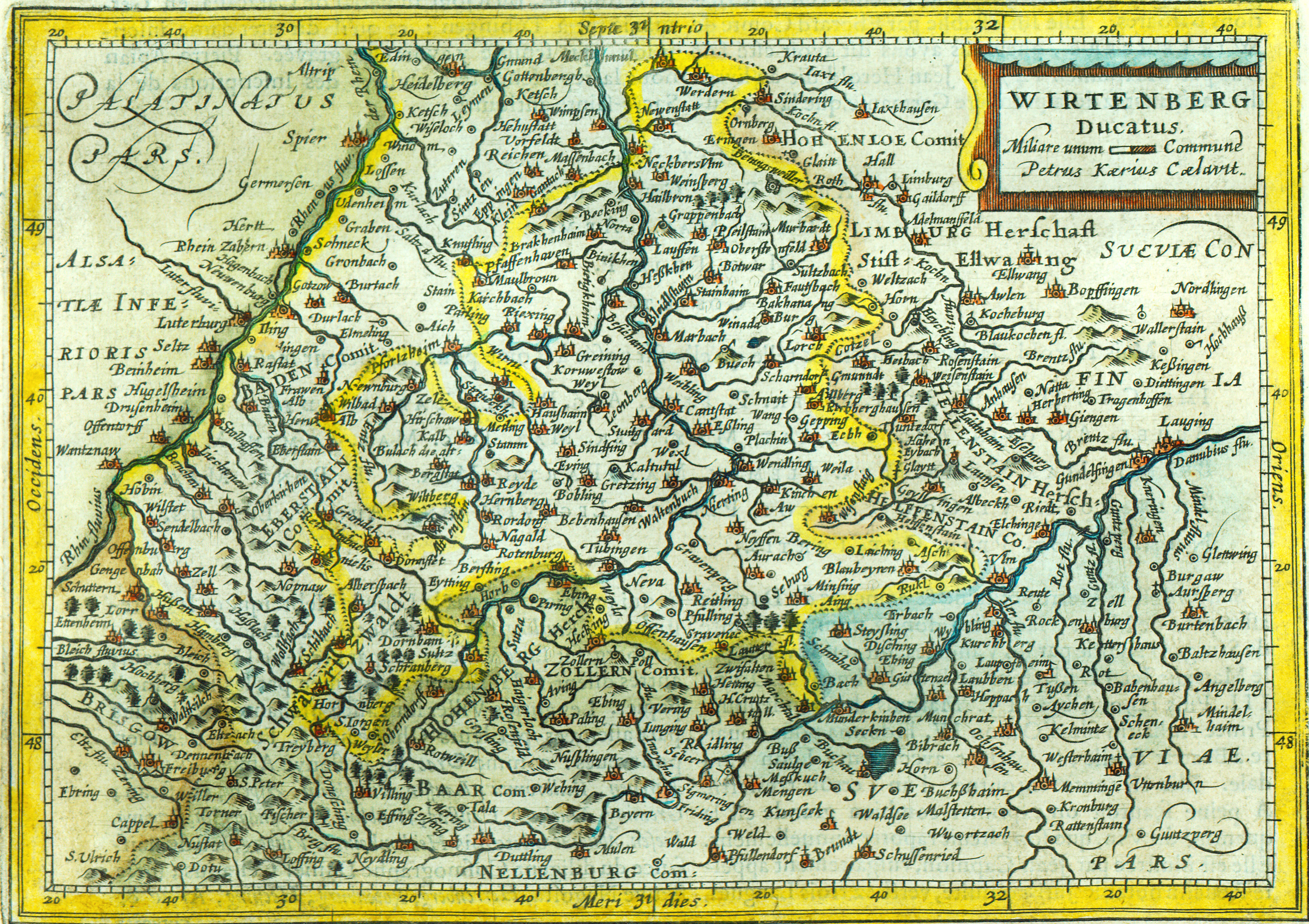
Le duché de Wurtemberg (contour jaune) en 1619.

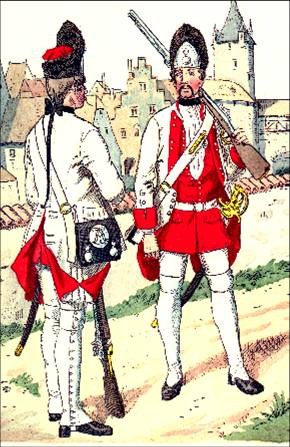
Grenadiers du 1er régiment d'infanterie du cercle de Fürstenberg au XVIIIe siècle.

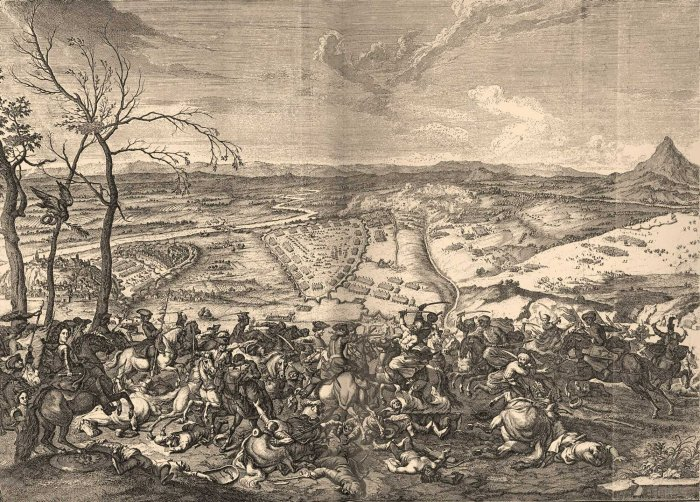
Bataille du siège de Belgrade en 1717.

Le comté de Wurtemberg, érigé en duché de Wurtemberg en 1495, demande à ses vassaux le service d'ost en temps de guerre. Les ordonnances de 1498, 1515, etc., leur commandent de se présenter avec armes et harnachement. Ce service est requis pour la dernière fois en 1633 pendant la guerre de Trente Ans.
En 1492 et 1514, les états de Wurtemberg (assemblées réunissant la noblesse, le haut clergé et la bourgeoisie urbaine) conviennent d'une organisation de la milice locale (Landmiliz) pour la défense du territoire. Cette organisation est précisée par les rescrits ducaux de 1614 et 1726.
En 1663, un recensement de la Landmiliz indique pour le duché une population mâle de 58 376 habitants, dont 33 685 hommes âgés de 17  à   55 ans et aptes à porter les armes, sur lesquels environ 9 000 sont effectivement enrôlés :
- 18 compagnies de cavaliers et dragons soit 1 690 hommes
- Régiment jaune : 1 851 hommes
- Régiment bleu : 1 852 hommes
- Régiment noir : 1 800 hommes
- Régiment rouge : 1 799 hommes.

Chaque compagnie de la Landmiliz doit se rassembler trois fois par an et une revue générale est tenue tous les trois ans.
À partir de fin du XVIIe siècle, le financement d'une armée permanente devient un objet de contestations récurrentes entre les états et le duc. La Constitution militaire impériale (de) (en allemand : Reichsheeresverfassung ou Reichskriegsverfassung) fixe l'organisation des 10 cercles impériaux, circonscriptions de financement et de recrutement de l'armée du Saint-Empire, afin de fournir à l'empereur un contingent de troupes pour les guerres votées par la Diète d'Empire. Le cercle de Souabe, qui comprend le Wurtemberg mais aussi d'autres principautés comme le margraviat de Bade et l'évêché d'Augsbourg, contribue ainsi aux guerres impériales : en 1681, son contingent est fixé à 1 321 cavaliers et 2 707 fantassins. En 1672, au début de la guerre de Hollande, le Landtag de Wurtemberg n'accepte de voter que la levée de 180 hommes de pied et 86 cavaliers comme garde personnelle du duc mais en 1673, alors que la menace française se précise, les états consentent à financer 1 000 fantassins et 300 cavaliers. En 1698, les États portent l'effectif à 2 000 hommes dont 850 pour l'armée des cercles. Pendant la grande guerre turque, le duché parvient à lever plus de 6 000 hommes grâce aux contributions des autres États du cercle et de la république de Venise.
Charles-Alexandre de Wurtemberg, feld-maréchal du Saint-Empire, plus tard duc de Wurtemberg, participe aux campagnes d'Eugène de Savoie pendant la guerre de Succession d'Espagne et les guerres austro-turques et devient gouverneur de Belgrade après la prise de la ville en 1717 sur les Turcs.
Sous le règne de Charles II de Wurtemberg (1737-1793), l'armée ducale atteint jusqu'à 15 000 hommes, financés essentiellement par les subsides du royaume de France pendant la guerre de Sept Ans. En 1770, les protestations des États obligent le duc à ramener l'armée à son effectif de 1739.
Pendant cette guerre, Louis-Eugène de Wurtemberg, frère cadet de Charles II, commande un régiment allemand au service de la France et participe à la prise de Minorque en 1756 avant de passer au service de l'Autriche. En 1760, il arrive à Charles II, allié de l'empereur et commandant de l'armée des cercles en Saxe, de se trouver opposé à son autre frère Frédéric-Eugène de Wurtemberg, colonel de l'armée de Frédéric II de Prusse. Charles II, après une défaite contre les Prussiens, se retire rapidement des opérations. Après la guerre, Frédéric-Eugène succède à ses deux aînés sur le trône du duché. Louis-Frédéric de Wurtemberg, second fils de Frédéric-Eugène, est aussi général de l'armée prussienne puis, lourdement endetté, quitte la Prusse pour passer au service de la Russie et devenir gouverneur de Riga.
Pendant la guerre de la Première Coalition (1792-1797), le duc Louis VII de Wurtemberg procède encore à la convocation de la Landmiliz le 10 février 1794. Tous les hommes de la classe 1 (de 17  à   30 ans), sauf les enseignants, religieux, gens de loi et invalides, sont tenus de se faire enregistrer dans les compagnies. L'enrôlement des classes 2 (31  à   40 ans) et 3 (41  à   50 ans) était prévu mais n'aura finalement pas lieu. La milice ainsi enrôlée compte 14 000 hommes.
Elle se répartit ainsi :
- 1re brigade à Bönnigheim
- 2e brigade à Louisbourg
- 3e brigade à Tübingen
- 4e brigade à Schorndorf
- 5e brigade à Calw
- 6e brigade à Freudenstadt
- Brigade de réserve à Stuttgart

La Landmiliz ne sera plus réunie par la suite.

### Régiments mercenaires

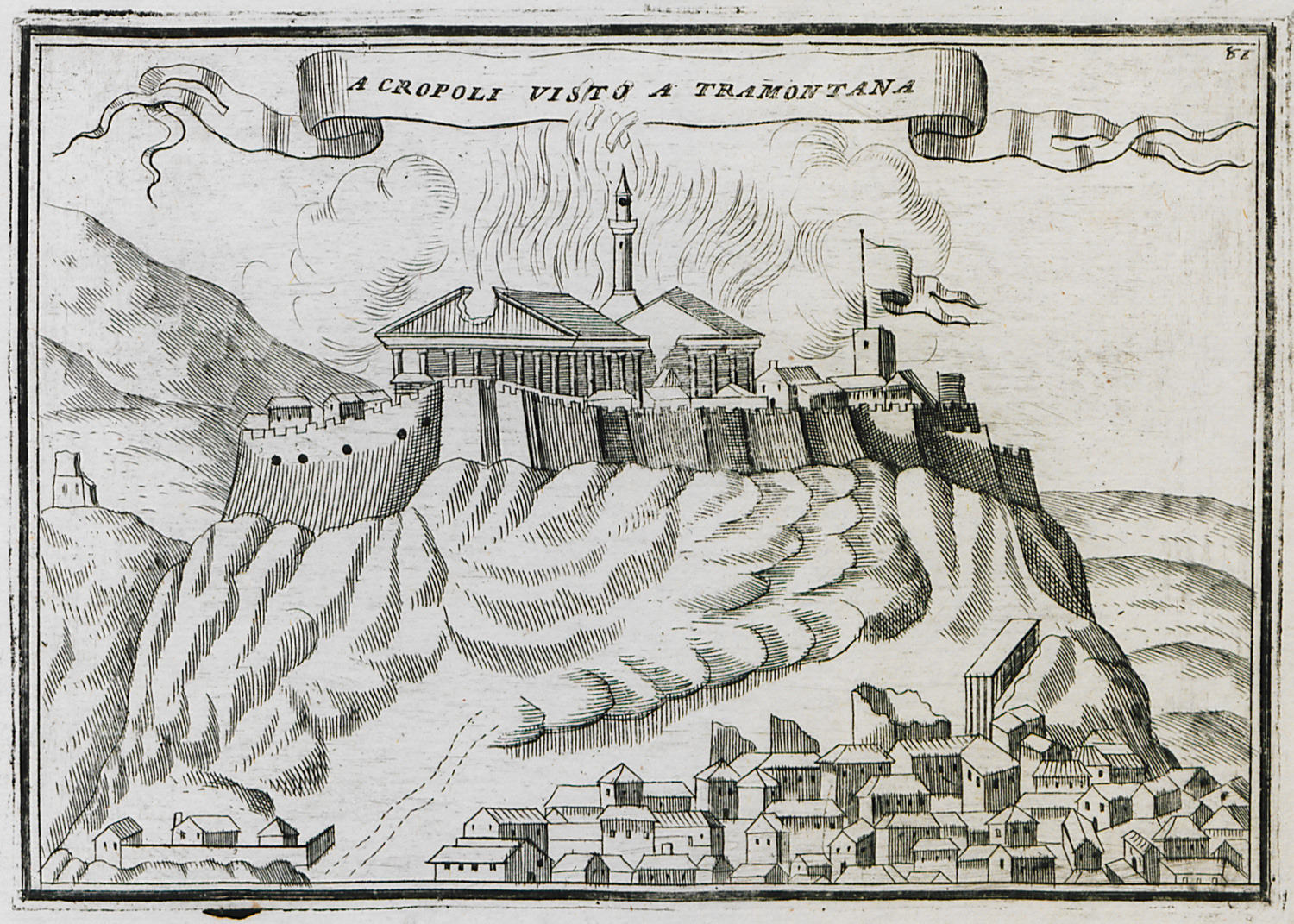
Siège d'Athènes pendant la guerre de Morée.

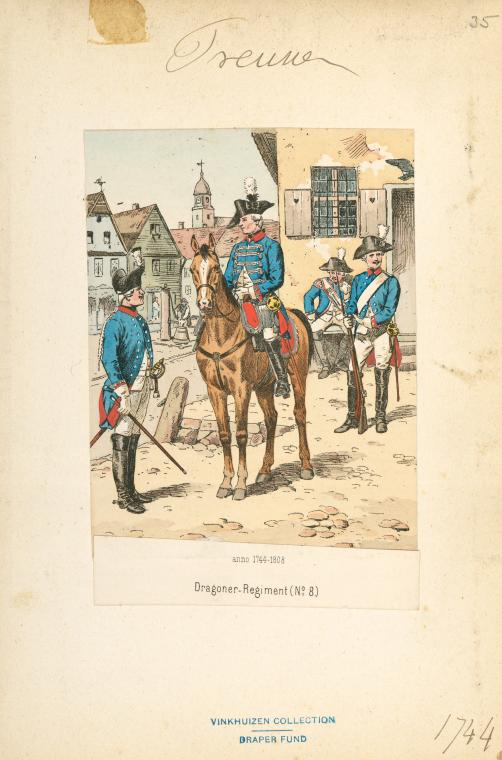
Dragons prussiens en 1745 : l'uniforme bleu clair est probablement emprunté au Wurtemberg.

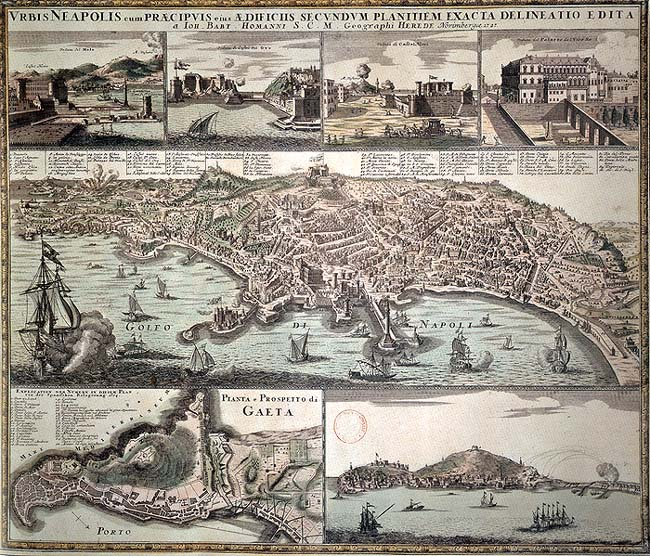
Naples par Johann Baptist Homann, 1727.

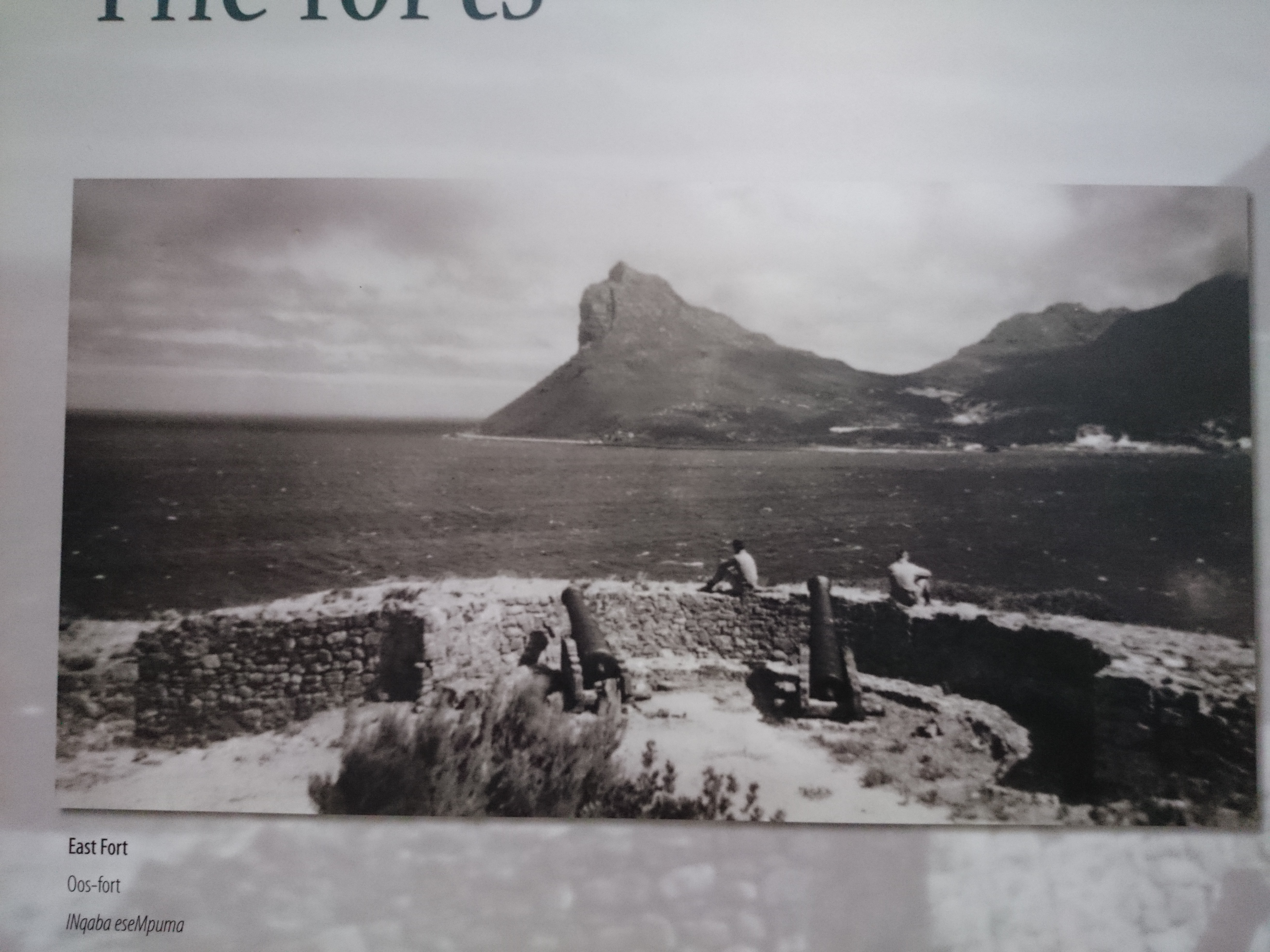
Fort de l'Est à Hout Bay dans la colonie du Cap.

Comme d'autres princes allemands de l'époque, le duc lève des régiments mercenaires (Subsidienregimenter) qui vont servir dans des armées étrangères.
Le régiment d'infanterie zu Fuß Württemberg, créé en 1687, est au service de la république de Venise de 1687 à 1689. Il passe ensuite à la solde de l'empereur, puis du cercle de Souabe comme « régiment jaune zu Fuß ». Après la paix de Ryswick (1698), il est réduit à un bataillon de grenadiers intégré à l'armée ducale.
En 1687, le régent Frédéric-Charles conclut un autre contrat avec Venise pour la fourniture de 3 000 hommes dont 1 000 sont fournis par son allié Georges de Hesse.
En 1688, le régent fournit 900 cavaliers aux Provinces-Unies.
En 1695, un régiment wurtembergeois commandé par Charles-Alexandre de Wurtemberg, prince héritier du duché, passe sous contrat (condotta) avec Venise pour la somme de 1 000 ducats. Il est envoyé en Morée (Péloponnèse) disputée entre les Vénitiens et les Turcs. Le prince Charles-Alexandre, qui n'a que 11 ans, est placé sous la tutelle de militaires professionnels, les colonels von Rammstedt puis von Roelli.
En 1704, le duc lève 3 régiments d'infanterie et un de dragons destinés à servir dans la guerre de Succession d'Espagne, payés par l'empereur et par les Provinces-Unies.
En décembre 1715, le duc conclut un contrat avec l'empereur pour la levée du régiment d'infanterie  Alt Württemberg, formé de troupes ducales et de volontaires. Il est envoyé à Naples.
En 1742, le régiment de dragons Herzogin Maria Auguste est vendu au roi de Prusse. Sous le nom de Dragoner-Regiment Württemberg, il reste au service de la Prusse jusqu'en 1806. Son commandant, jusqu'en 1791, est toujours un Wurtembergeois. Il est probablement à l'origine de l'uniforme bleu clair des dragons de l'armée prussienne.
En 1752, Charles II conclut un gros contrat avec la France pour la fourniture de troupes. Moyennant la somme de 387 000 florins par an en temps de paix, 479 000 par an en temps de guerre, plus 130 000 pour sa cassette personnelle, il met à la disposition de la France trois régiments d'infanterie déjà existants (Prinz Louis, von Spiznas et von Truchseß) et deux levés par la suite (von Röder, créé en 1754, et von Werneck, créé en 1757).
En 1786, le duc fournit, pour 900 000 Reichsthalers, des troupes à la Compagnie néerlandaise des Indes orientales. Elles sont envoyées à la colonie du Cap (Afrique du Sud), à Ceylan et aux Indes orientales néerlandaises (Indonésie). Sur 3 200 hommes envoyés au régiment wurtembergeois du Cap, 100 à peine reviennent vivants.
En 1802, le duc négocie un contrat de location de troupes destinées aux Provinces-Unies et à la colonie du Cap. Il réclame le paiement de 54 000 rixdales d'impayés sur le contrat de 1688, ce qui fait échouer les pourparlers.

Uniformes de l'armée wurtembergeoises, 1700-1815
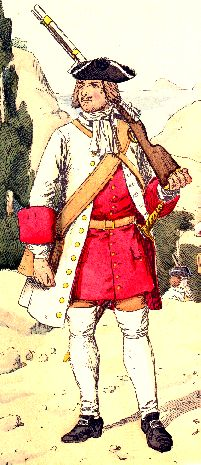
Régiment d'infanterie Alt-Württemberg. 1719.
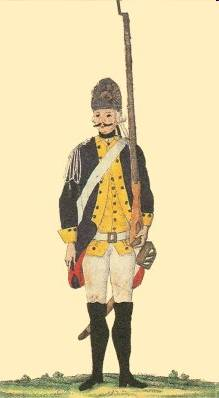
5e régiment d'infanterie des cercles. 1782.
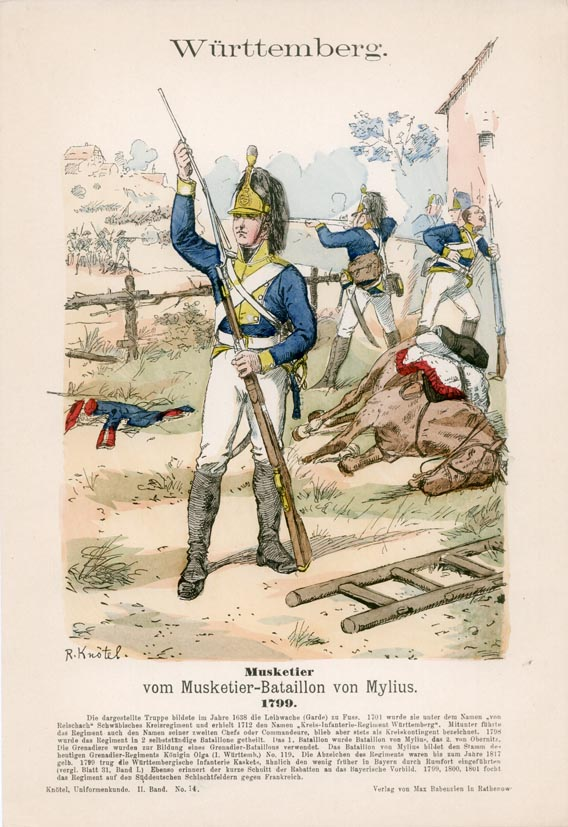
Bataillon de mousquetaires von Mylius. 1799.
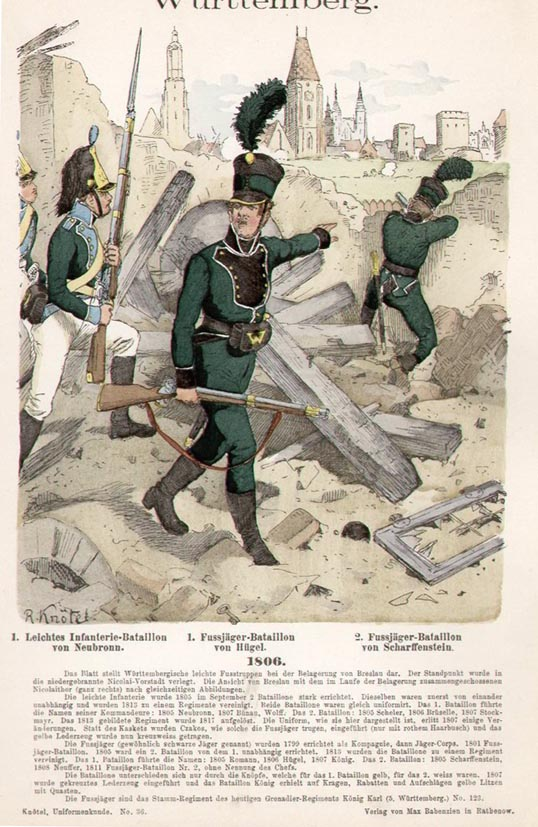
Infanterie. De g. à dr. : 1er bataillon d'infanterie légère Neubronn, 1er bataillon de chasseurs à pied Hügel, 2e bataillon de chasseurs à pied Scharffenstein. 1806.
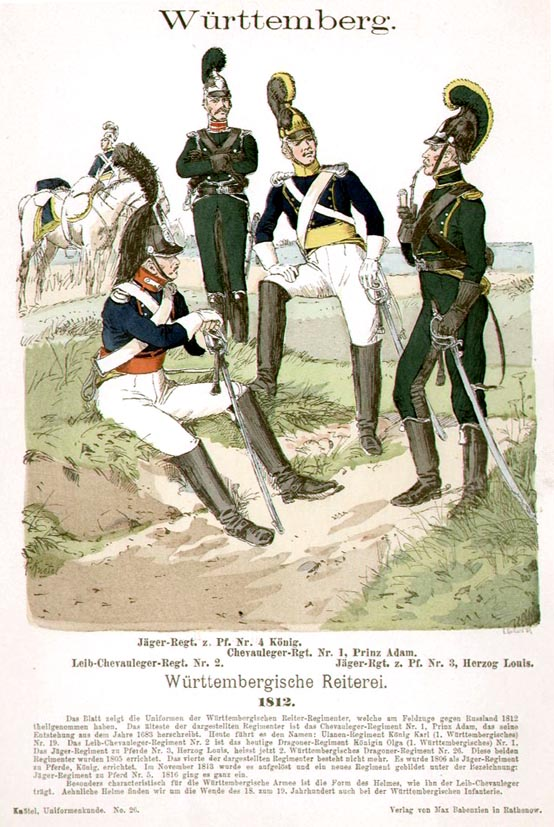
Cavalerie. Debout, de g. à dr. : 4e régiment de chasseurs, 1er régiment de chevau-légers Prinz Adam, 3e régiment de chasseurs Herzog Louis. Assis à g. : 2e régiment de chevau-légers de la Garde. 1812.
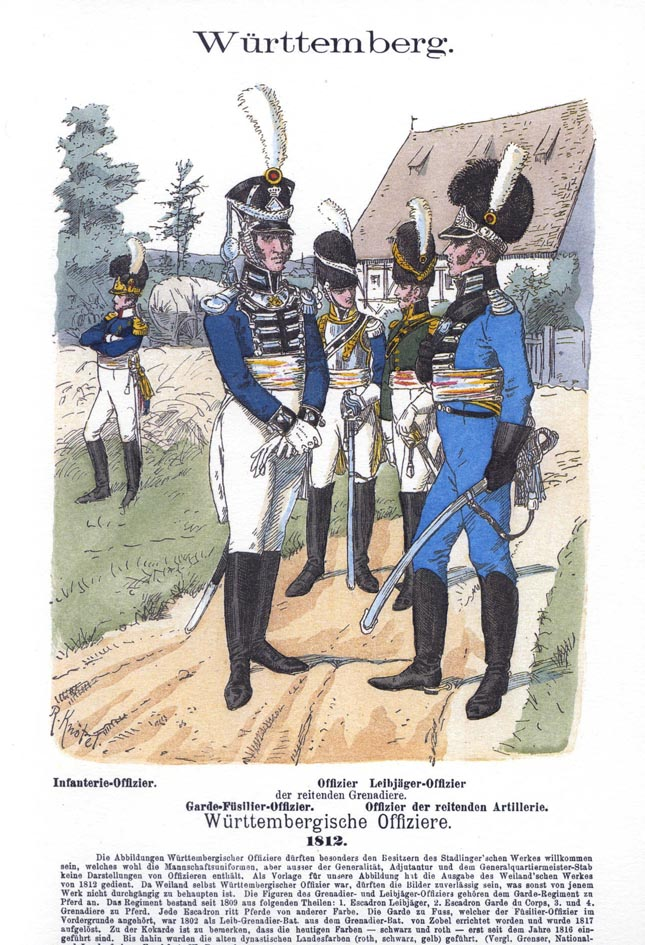
Officiers. Arrière-plan : infanterie, grenadier de la Garde, chasseur de la Garde. Premier plan : fusilier de la garde, artillerie à cheval. 1812.

## L'armée du royaume de Wurtemberg (1806-1871)

### Guerres napoléoniennes

Guerres napoléoniennes
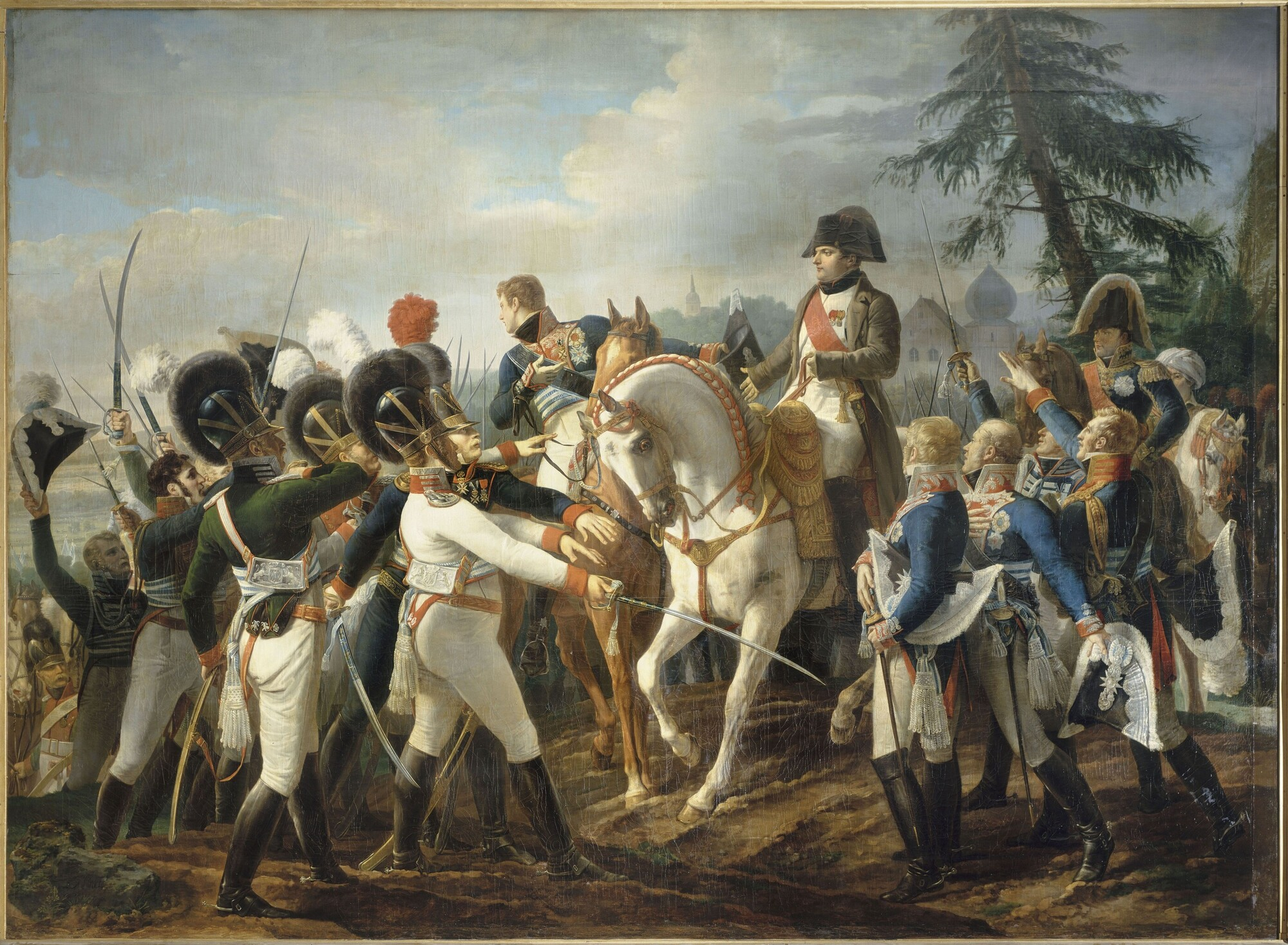
Napoléon haranguant les troupes bavaroises et wurtembergeoises à la bataille d'Abensberg (1809) par Jean-Baptiste Debret (1810)
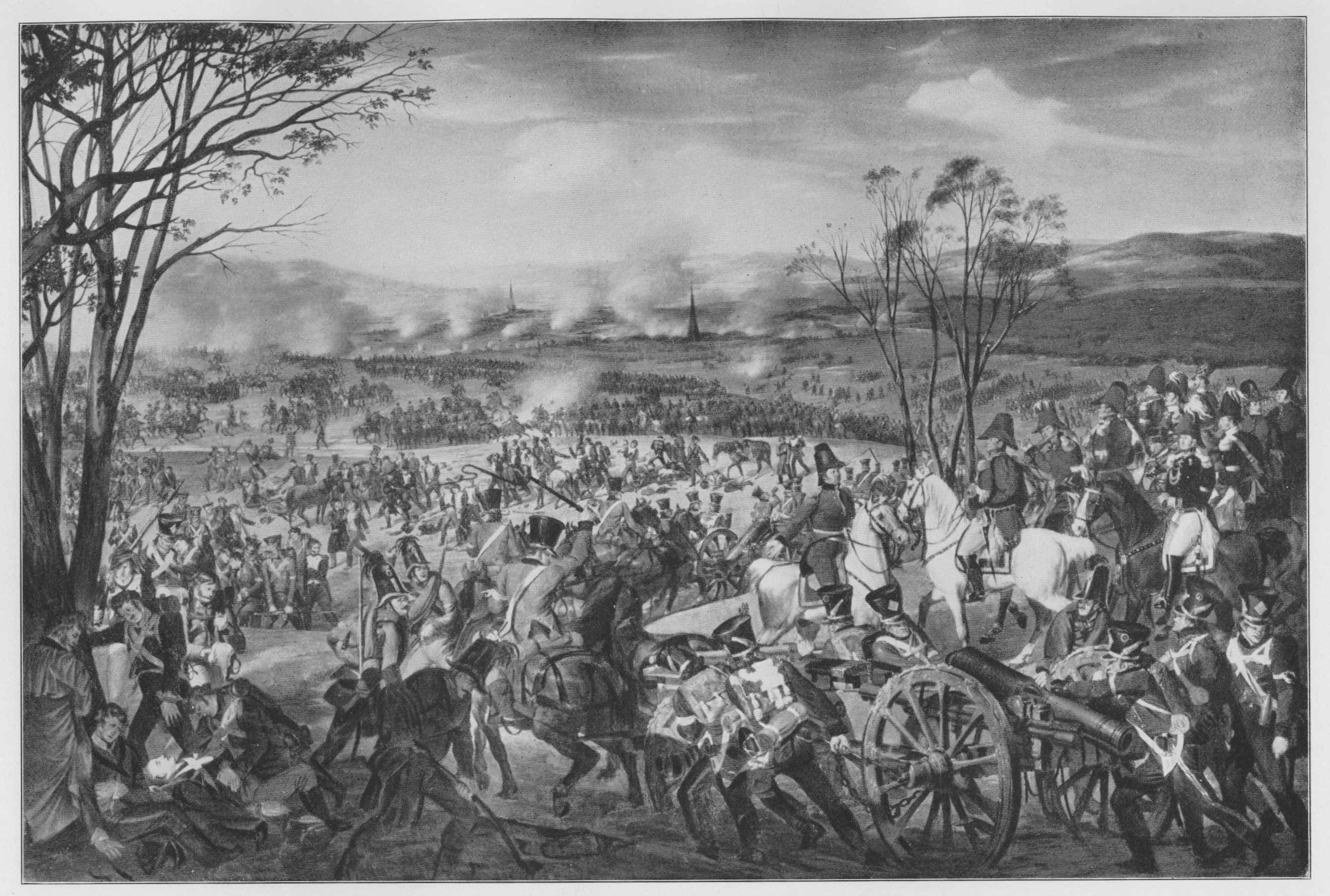
L'armée wurtembergeoise à la bataille de Brienne (1814), peinture de Joseph Joachim von Schnizer (de), 1906
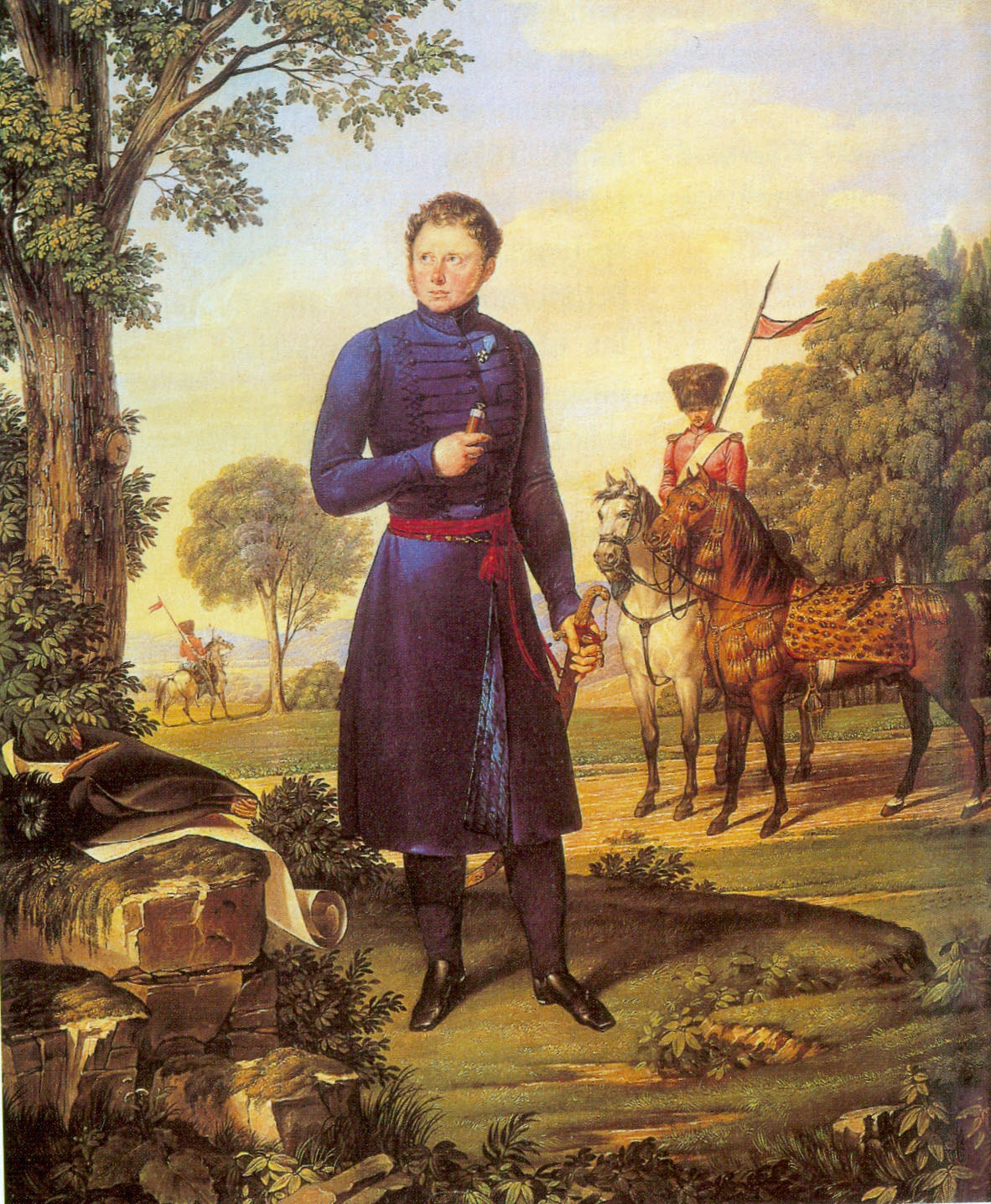
Guillaume Ier de Wurtemberg par Joseph Joachim Schnizer, v. 1820

Au cours des guerres de la Révolution et de l'Empire, le Wurtemberg, tantôt ennemi, tantôt allié de la France, perd au total 269 officiers et 26 500 soldats. Les trois quarts de ces pertes surviennent pendant les campagnes de 1812 et 1813.
Après la bataille d'Aspern (22 mai 1809), des agents autrichiens font courir le bruit que Napoléon a été vaincu. Des paysans, anciens sujets de l'ordre Teutonique et qui refusent la conscription dans l'armée wurtembergeoise, marchent sur Mergentheim : ils sont écrasés par les troupes wurtembergeoises.
Pendant la campagne de Russie (1812), l'armée wurtembergeoise forme la 25e division et une partie de la cavalerie légère du 3e corps de la Grande Armée. L'intendance est déficiente dès le début de la campagne et la disette se fait sentir en Saxe et dans le duché de Varsovie ; le moral est mauvais et les suicides nombreux. L'effectif fond rapidement : le corps tombe de 16 000 hommes au départ à 1 456 à la veille de la bataille de la Moskova.
La cavalerie wurtembergeoise, commandée par Karl von Normann-Ehrenfels, fait défection à Napoléon au cours de la bataille de Leipzig, le 18 octobre 1813. Le royaume se joint alors à la Sixième Coalition. Le prince Guillaume, futur roi Guillaume Ier de Wurtemberg, commande le contingent wurtembergeois qui passe le Rhin à Huningue pendant la campagne de France (1814).

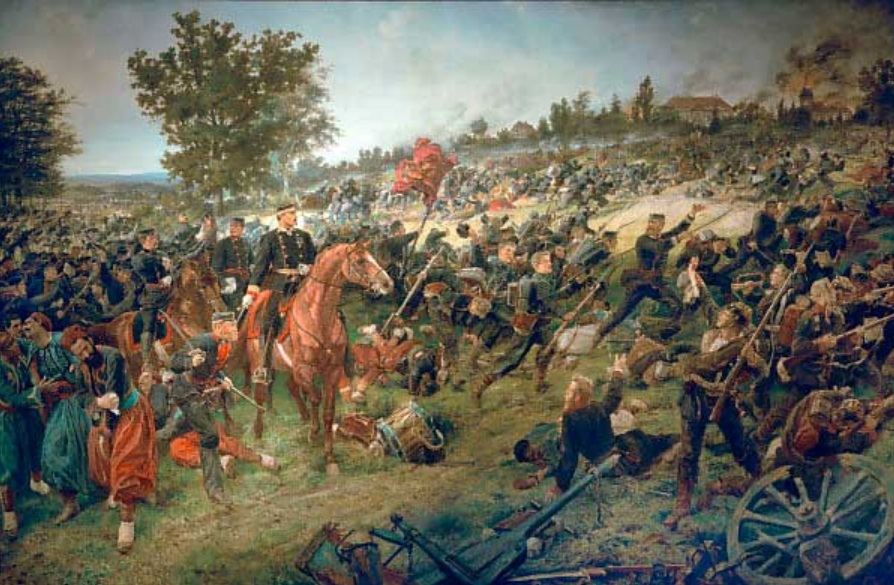
Les Wurtembergeois à la bataille de Reichshoffen (1870) ; à g., zouaves français prisonniers. Par Georg Bleibtreu, 1880.

### Vers l'unité allemande
En 1815, le royaume de Wurtemberg devient membre de la Confédération germanique. Son armée constitue le VIIIe corps de l'armée confédérale.
Pendant la première guerre de Schleswig (1848-1851), opposant la Confédération au Danemark, le Wurtemberg fournit un contingent commandé par Moriz von Miller (de).
Pendant la guerre austro-prussienne de 1866, le contingent wurtembergeois, commandé par Oskar von Hardegg, fait partie d'un corps d'armée rassemblant des contingents du grand-duché de Bade, du grand-duché de Hesse, du duché de Nassau et de l'empire d'Autriche. Ils sont battus par l'armée prussienne d'Edwin von Manteuffel à la bataille de Tauberbischofsheim (24 juillet 1866).
Pendant la guerre franco-allemande de 1870, la division wurtembergeoise, commandée par Hugo von Obernitz, s'intègre à la 3e armée allemande commandée par le prince héritier Frédéric de Prusse. Elle participe à la bataille de Reichshoffen (4 août 1870) et au siège de Paris (1870-1871).

L'armée wurtembergoise en 1866
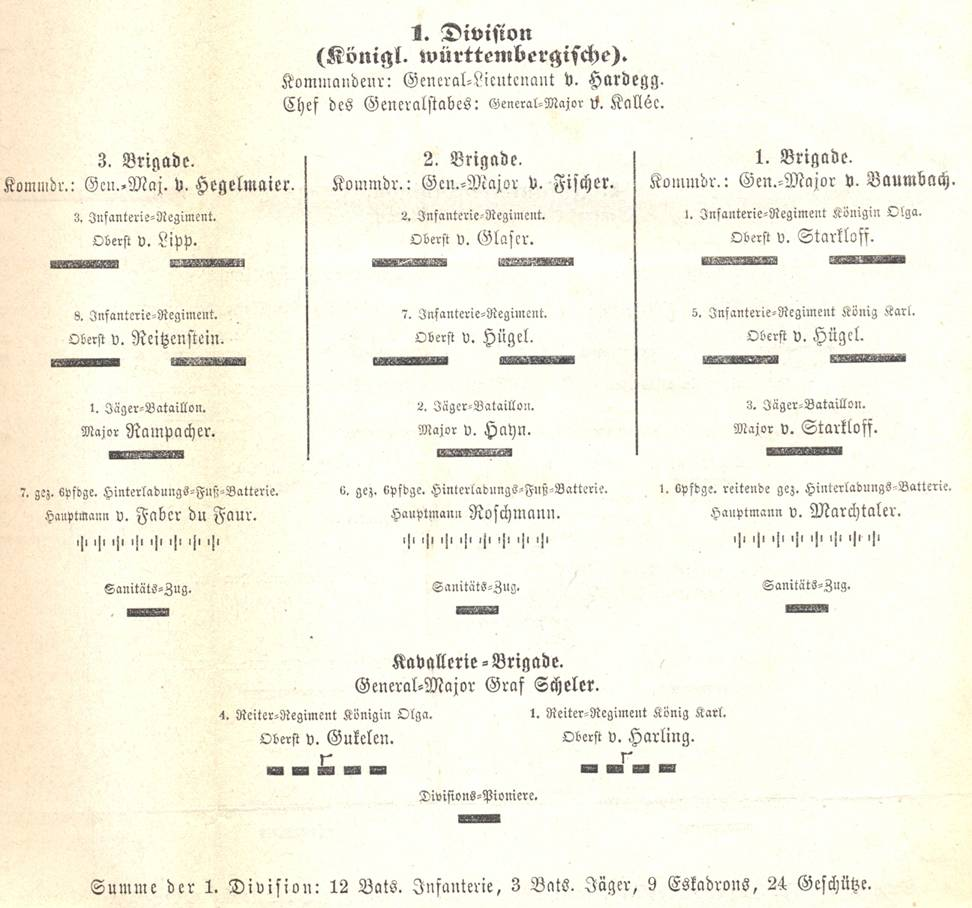
Organisation de l'infanterie du VIIIe corps (Wurt.) dans l'armée confédérale.
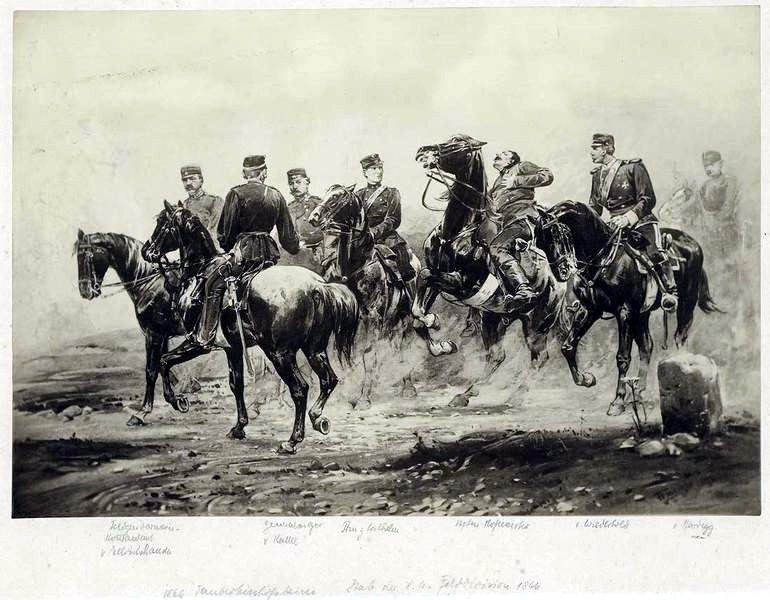
État-major de la division wurtembergeoise à la bataille de Tauberbischofsheim, 1866.
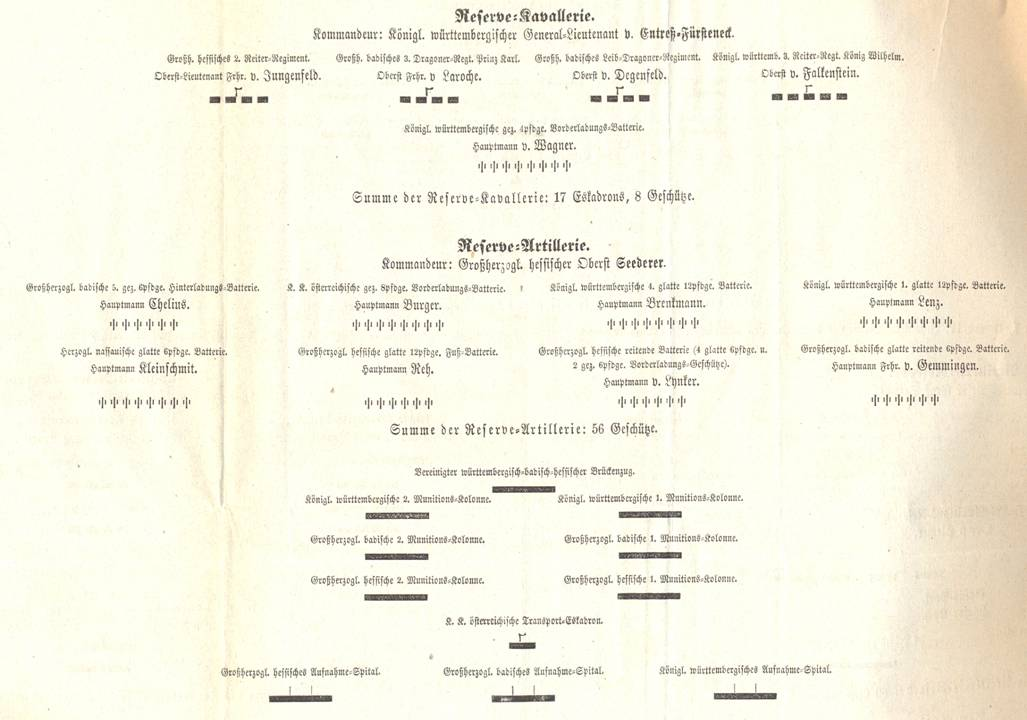
Organisation de la cavalerie et de l’artillerie du VIIIe corps (Wurt.) dans l'armée confédérale
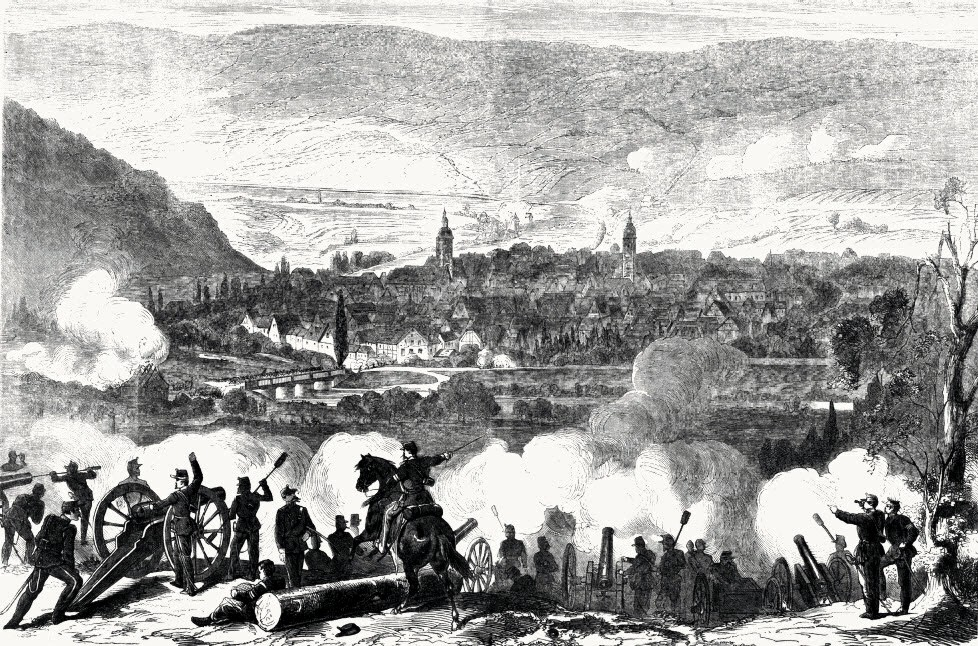
Artillerie wurtembergeoise à la bataille de Tauberbischofsheim, 1866.

## L'armée wurtembergeoise dans l'Empire allemand (1871-1918)

### Organisation en temps de paix

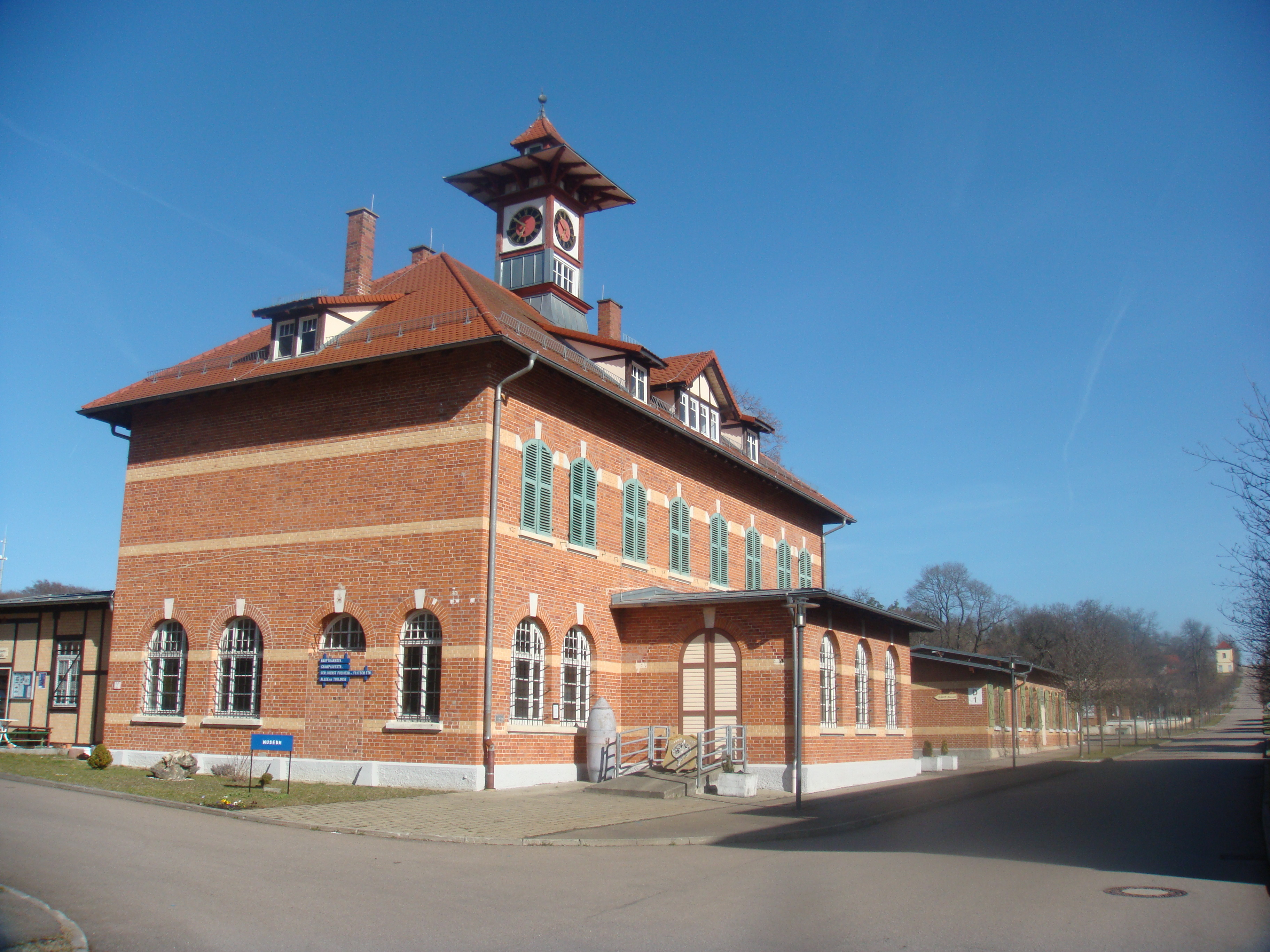
Ancienne caserne de Münsingen construite en 1895.

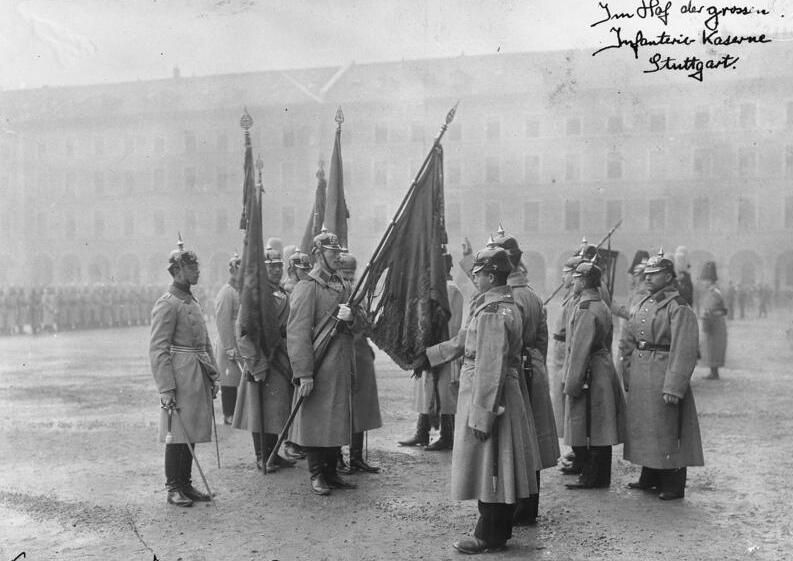
Prestation de serment de soldats juifs dans la grande caserne de Stuttgart, 1905.

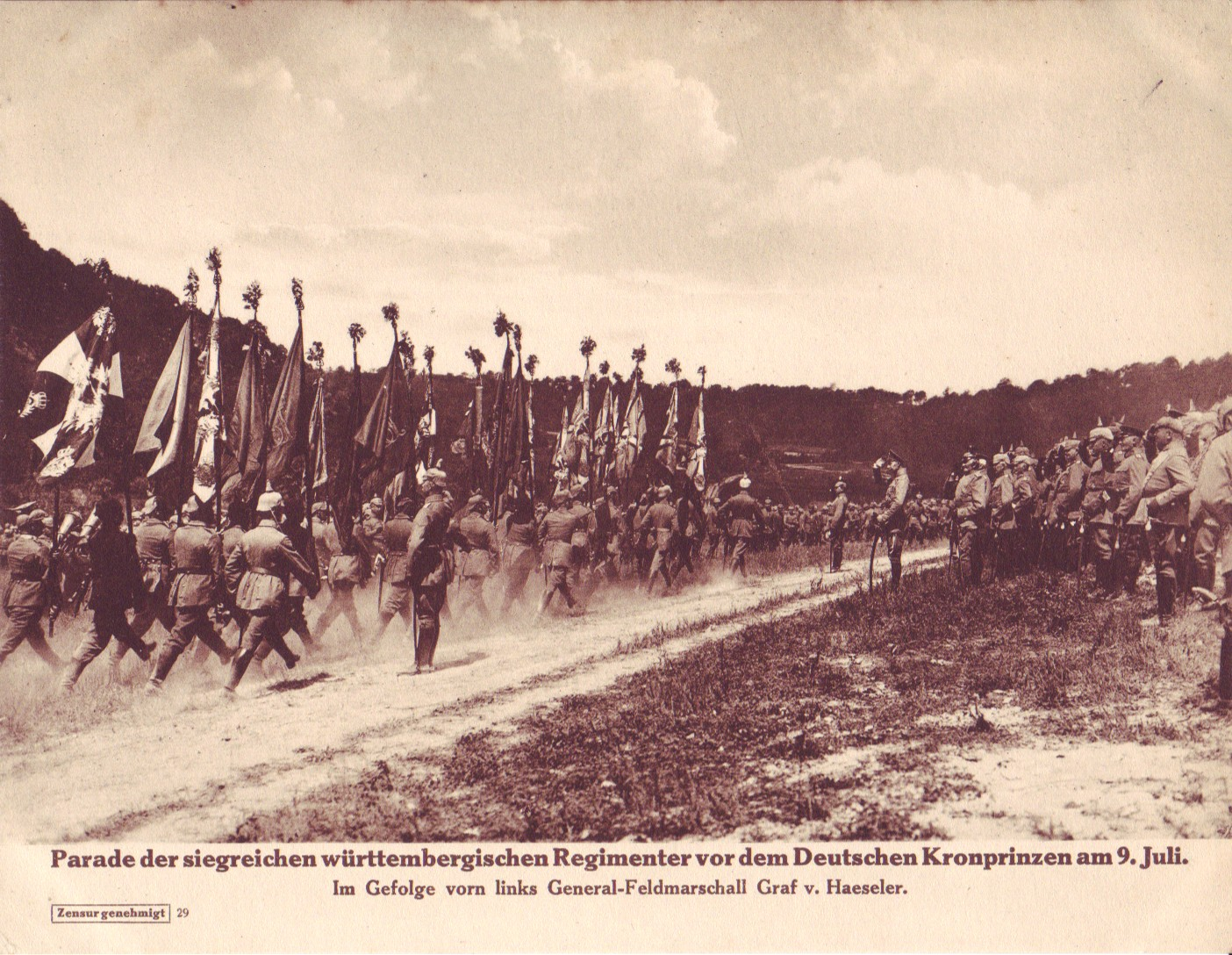
Défilé des régiments wurtembergeois devant le Kronprinz de Prusse, juillet 1914

Bien que le Wurtemberg, à partir de 1871, fasse partie de l'Empire allemand, il conserve, comme la Bavière et la Saxe, ses propres structures militaires avec un ministère de la Guerre. L'armée wurtembergeoise est portée à deux divisions, basées à Stuttgart et Ulm, et constitue le 13e corps d'armée. D'autres troupes wurtembergeoises sont rattachées au 15e corps d'armée basé à Strasbourg, dans le Reichsland Elsaß-Lothringen (territoire d'Empire alsacien-lorrain annexé en 1871). Le chef de l'armée est toujours le roi de Wurtemberg et elle conserve ses cocardes et insignes rouge et noir. Son principal camp militaire est le district de domaine de Münsingen dans le Jura souabe.
L'armée wurtembergeoise est sous la tutelle de la 6e inspection de l'armée (de) qui comprend les IVe (Magdebourg), XIe (Cassel) et XIIIe corps (Stuttgart) et dont le dernier titulaire, de février 1913 à août 1914, est le prince héritier Albert de Wurtemberg.

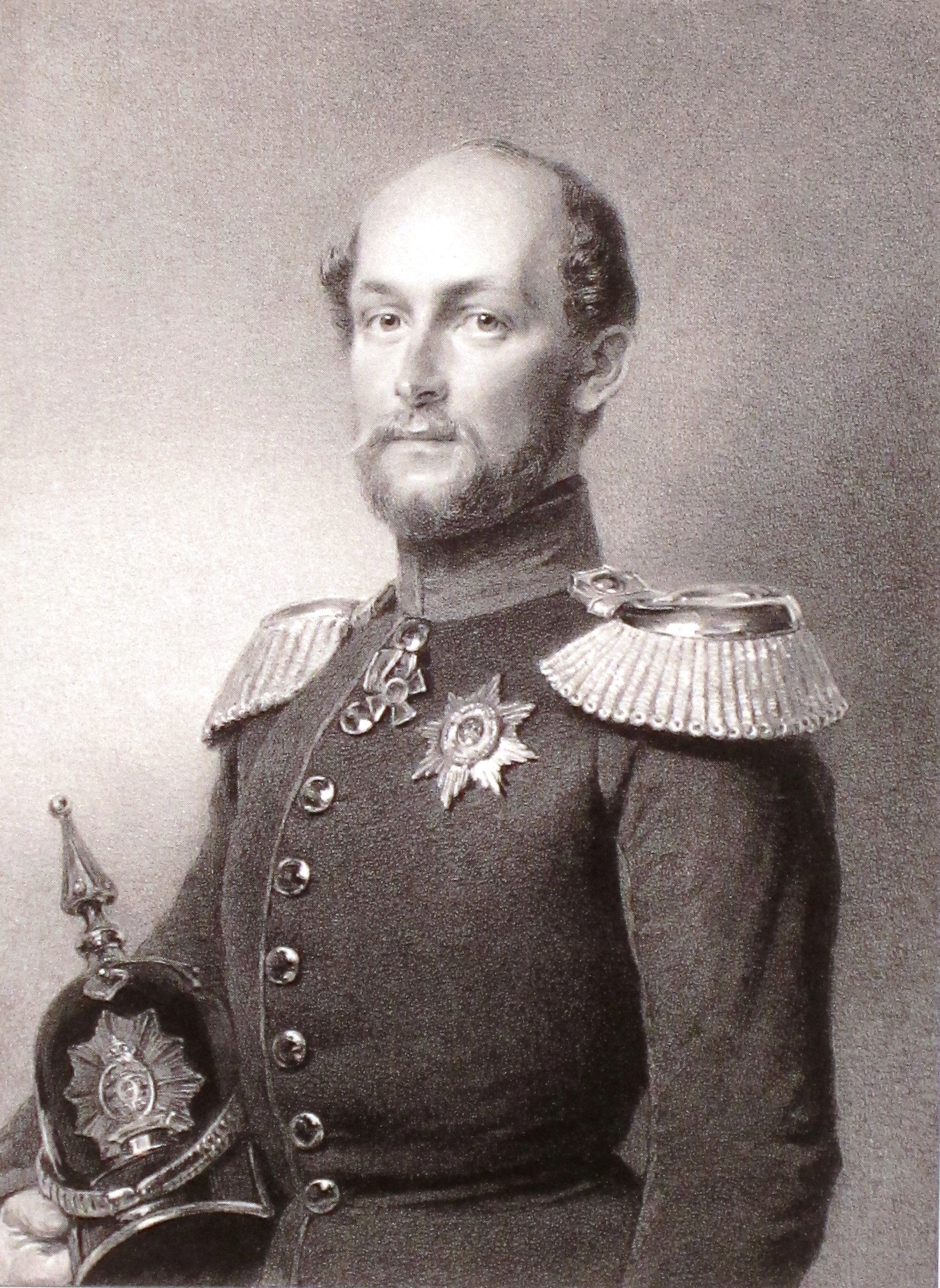
Frédéric-François II de Mecklembourg-Schwerin

Les commandants successifs du XIIIe corps, de 1871 à 1913, sont :
- Frédéric-François II de Mecklembourg-Schwerin (grand-duché de Mecklembourg-Schwerin)
- Wolf Louis Anton Ferdinand von Stülpnagel (Prusse)
- Emil von Schwartzkoppen (Prusse), père du diplomate et général Maximilian von Schwartzkoppen
- Hans von Schachtmeyer (Prusse)
- Gustave-Hermann d'Alvensleben (Prusse)
- Wilhelm von Woelckern (de) (Wurtemberg)
- Oskar von Lindequist (Prusse)
- Ludwig von Falkenhausen (Prusse)
- Conrad von Hugo (de) (Prusse)
- Joseph von Fallois (de) (Prusse)
- Albert de Wurtemberg

### Première Guerre mondiale

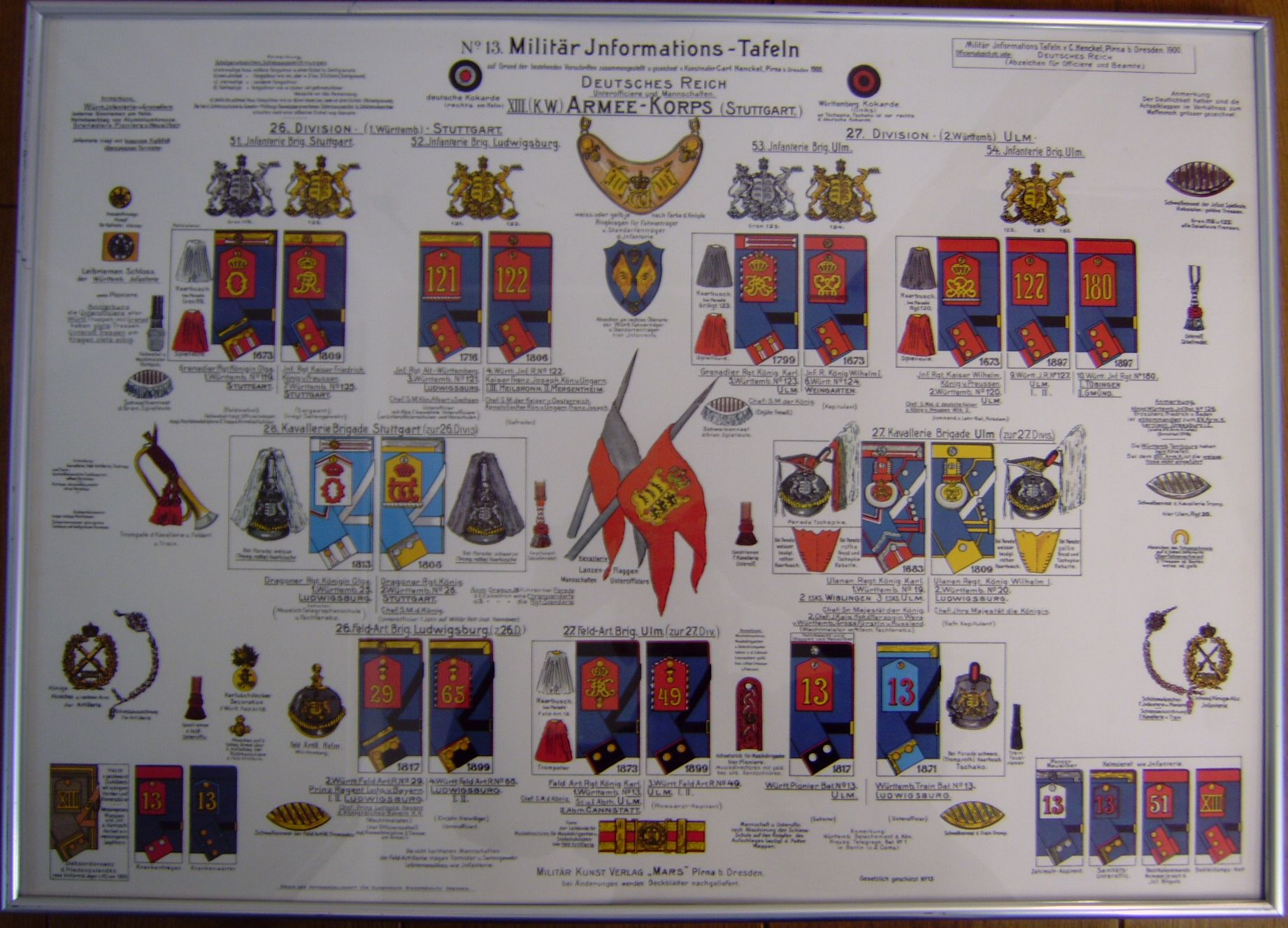
Organisation et insignes du XIIIe corps

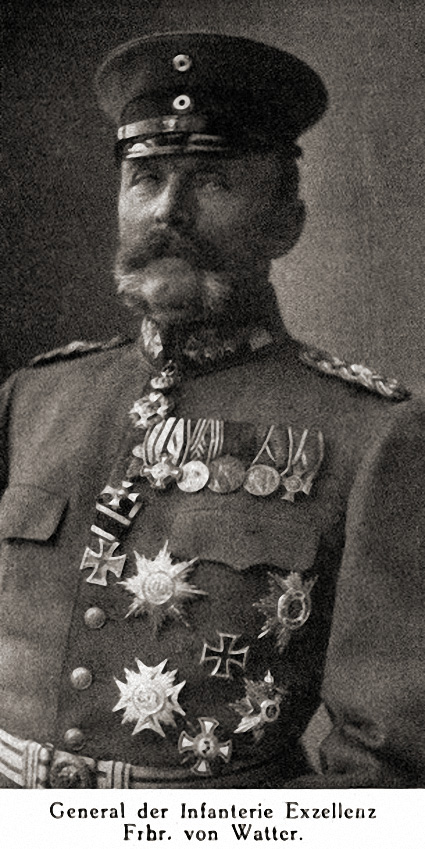
Le général Theodor von Watter, chef du XIIIe corps.

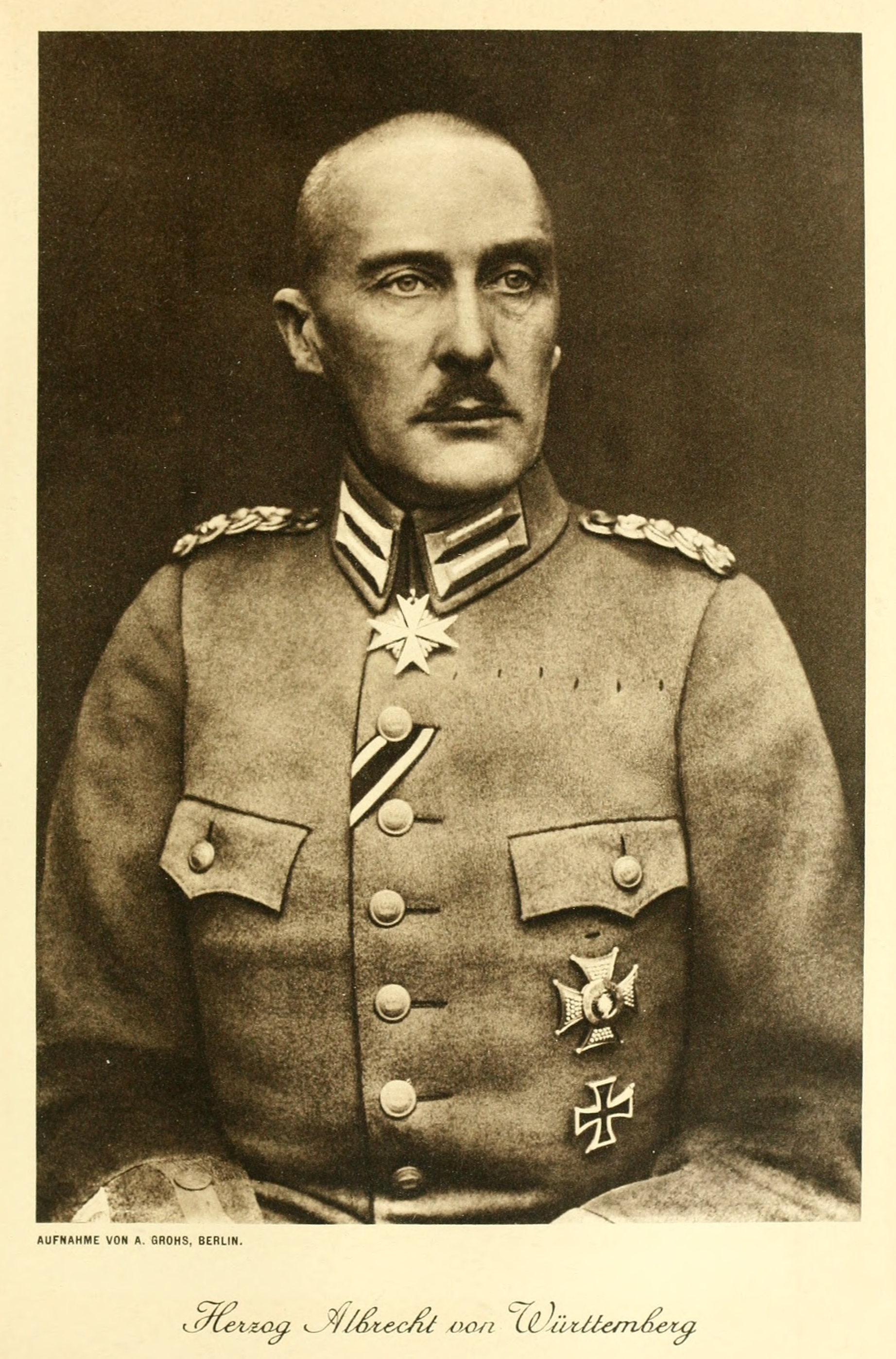
Albert de Wurtemberg, commandant de la 4e armée, 1914.

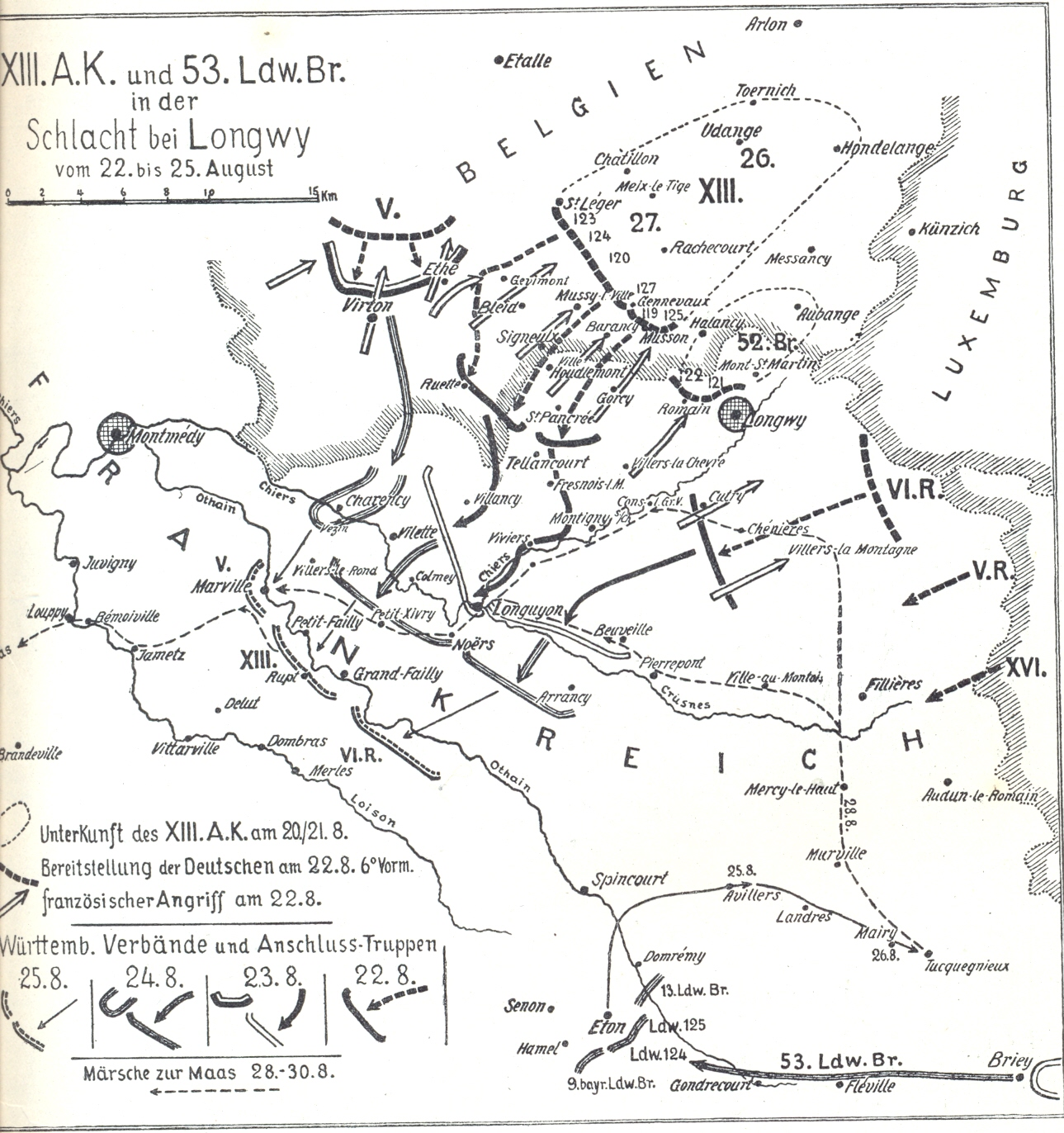
Le XIIIe corps à la bataille de Longwy, 22-25 août 1914 guerre mondiale

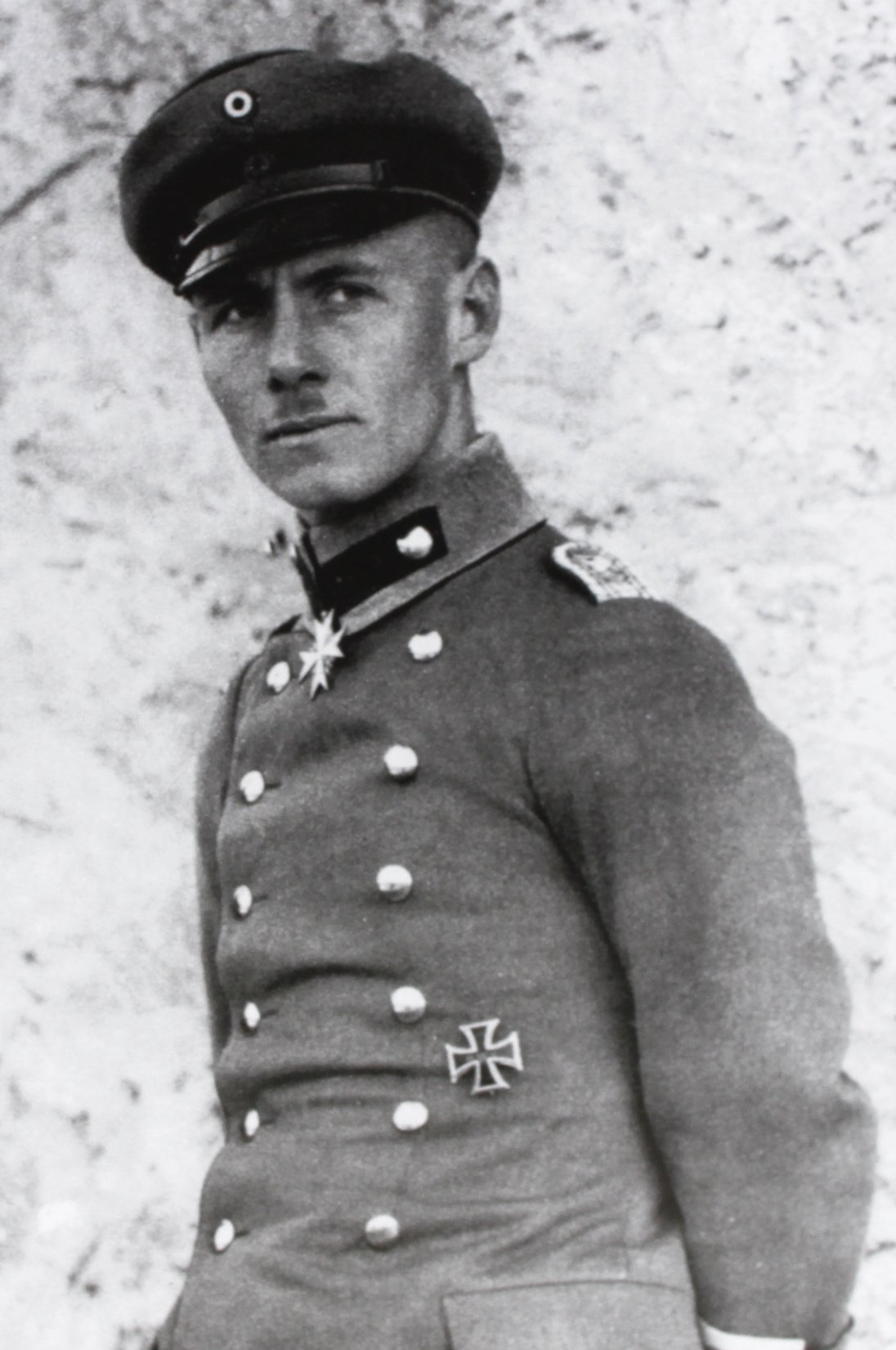
Le lieutenant Erwin Rommel sur le front italien, octobre 1917 guerre mondiale.

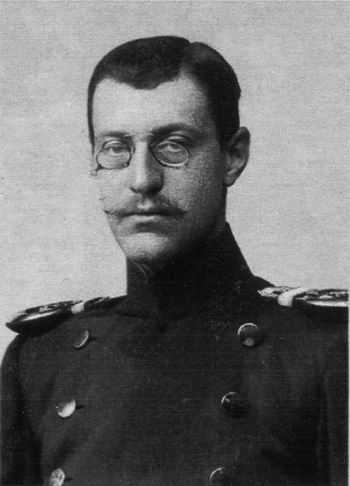
Le roi Mindaugas II de Lituanie (Guillaume d'Urach)

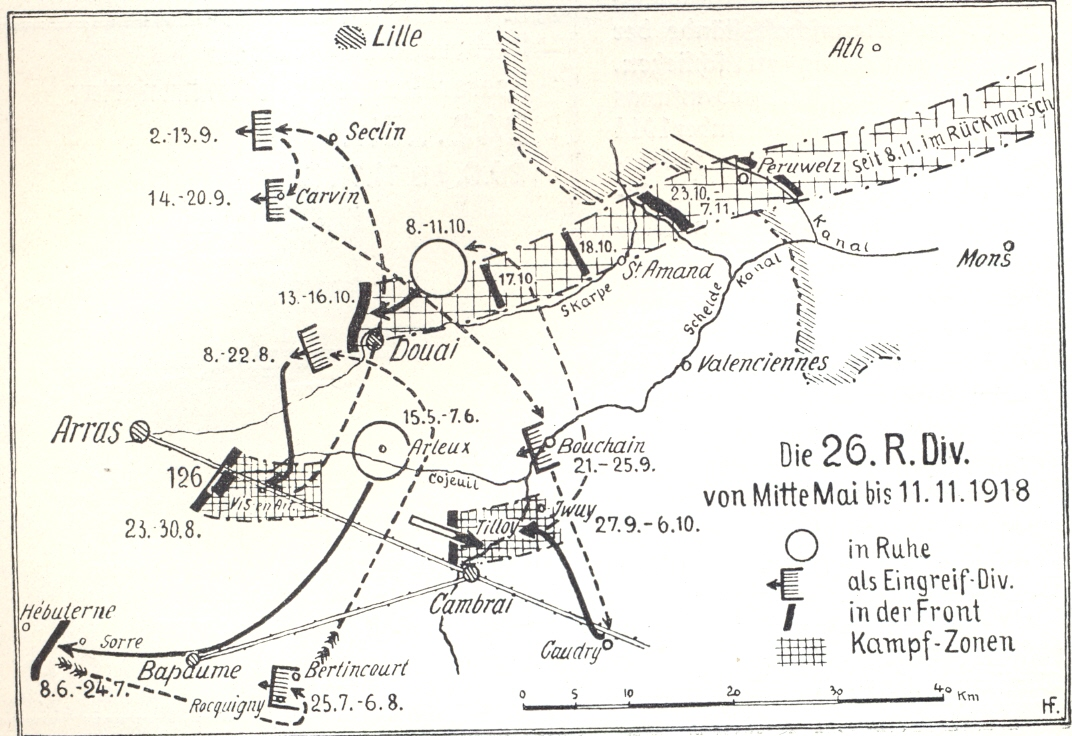
Retraite de la 26e division de réserve de mai à novembre 1918 guerre mondiale.

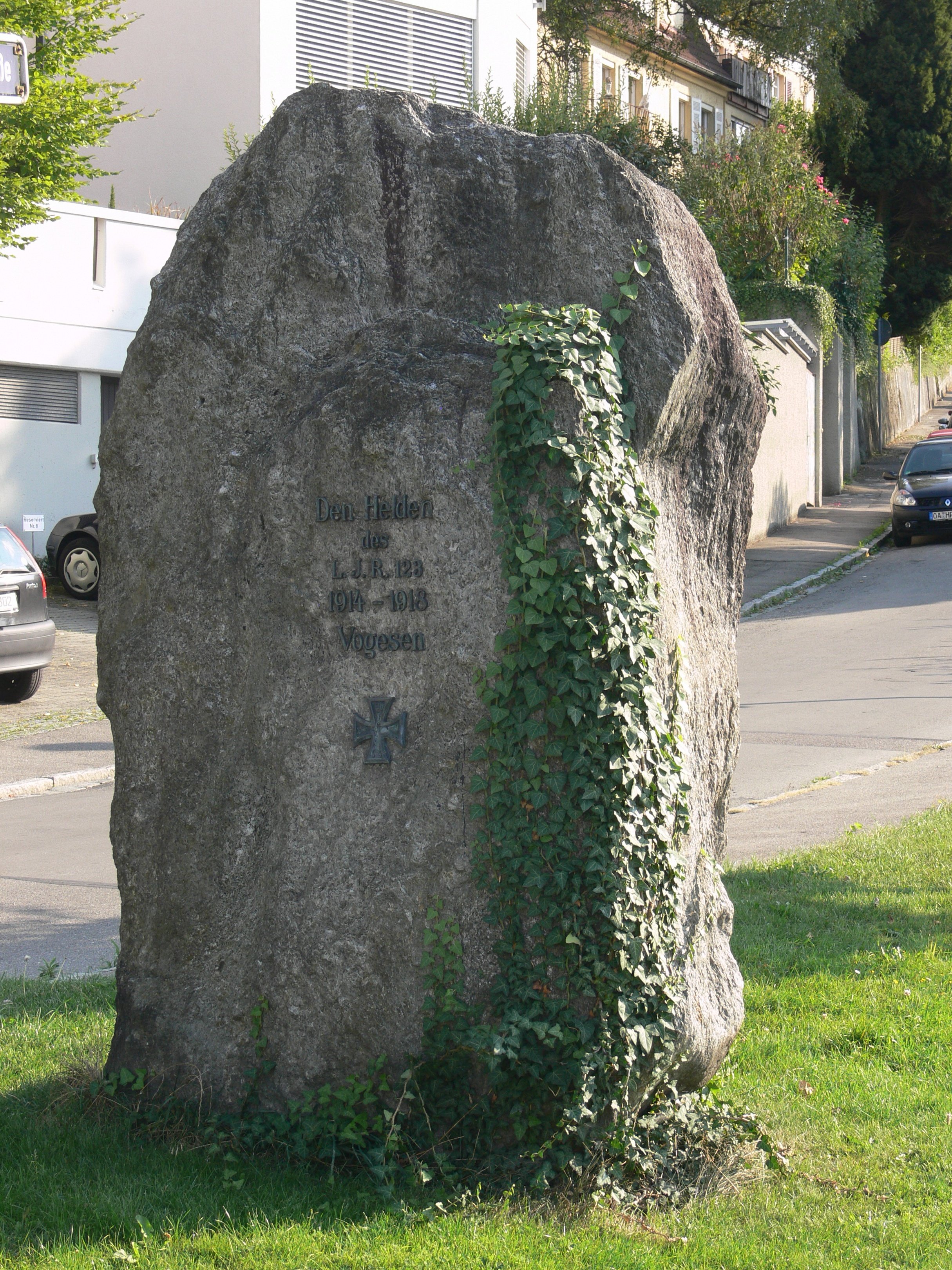
Monument au morts du rgt. de Landwehr wurtembergeoise (front des Vosges, 1914-1918) à Ravensbourg

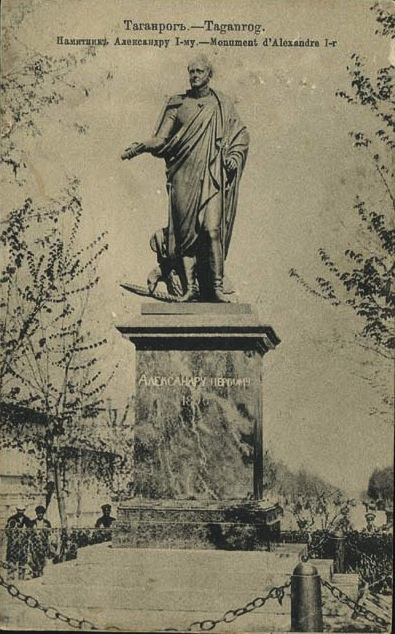
Monument d'Alexandre Ier à Taganrog, 1907

Au début de la guerre, Albert de Wurtemberg est nommé commandant de la 4e armée. Il servira jusqu'à la fin de la guerre dans le nord de la France et en Belgique sans avoir de troupes wurtembergeoises sous ses ordres.
La 1re et la 2e divisions d'infanterie royale wurtembergeoise sont rebaptisées 26e et 27e division d'infanterie. Elles constituent le XIIIe corps d'armée, commandé par le général prussien Max von Fabeck et rattaché à la 5e armée du Kronprinz Guillaume de Prusse. Ce corps est engagé dans la bataille des Ardennes et les autres opérations du front de l'Ouest. À partir de décembre 1914, la 26e division est affectée sur le front de l'Est, plus tard dans les Balkans et sur le front italien, avant de revenir sur le front français en 1918, tandis que la 27e division reste stationnée en France. Elles sont démobilisées en 1919.
Les commandants successifs du XIIIe corps, de 1913 à 1918, sont :
- Max von Fabeck, Prussien, du 1er mars 1913 au 8 mars 1915
- Theodor von Watter (Wurtembergeois) du 9 mars 1915 au 17 mars 1918
- Hermann von Staabs Prussien par intérim du 17 mars au 22 mai 1918
- Theodor von Watter du 22 mai au 20 décembre 1918

Plusieurs autres unités wurtembergeoises sont formées pendant le conflit :
- 204e division d'infanterie royale wurtembergeoise (décembre 1916 à partir de la 204e division saxo-wurtembergeoise)
- 242e division d'infanterie royale wurtembergeoise (16 janvier 1917)
- 8e division (wurtembergeoise) de remplacement (de) (créée le 7 février 1917, devient la 243e division d'infanterie royale wurtembergeoise (de) le 1er avril 1917)
- 26e division de réserve (2 août 1914)
- 54e division de réserve (26 août 1914)
- 2e division (wurtembergeoise) de Landwehr (17 décembre 1915 à partir de la 2e division de Landwehr (de) prussienne, créée en août 1914)
- 7e division (wurtembergeoise) de Landwehr (14 avril 1915)
- 26e division (wurtembergeoise) de Landwehr (de) (5 janvier 1917)
- 7 brigades d'infanterie
- 4 brigades d'infanterie de réserve
- 4 brigades de Landwehr
- 1 brigade d'ersatz
- 2 brigades de cavalerie
- 3 brigades d'artillerie de campagne
- 1 brigade d'artillerie de campagne de réserve

La 27e brigade de cavalerie (de) est dissoute en 1914 : des deux unités qui la composaient, le 19e régiment d'uhlans König Karl est rattaché à la 27e division d'infanterie, le 20e régiment d'uhlans König Wilhelm I. à la 26e division d'infanterie.
La 7e division de Landwehr wurtembergeoise participe à l'occupation de l'Ukraine en 1918 et avance jusqu'à Taganrog et Rostov-sur-le-Don.
Guillaume d'Urach, chef de la 26e division, devient en 1918, souverain du royaume de Lituanie sous tutelle allemande.
Des Wurtembergeois ont servi dans d'autres unités comme Erwin Rommel, jeune officier de l'Alpenkorps où il commande le bataillon de montagne du Wurtemberg.

## Après novembre 1918
En novembre 1918, des mutineries éclatent dans l'armée. Le lieutenant Paul Hahn, du 25e régiment de dragons Königin Olga, est élu à la tête d'un conseil de soldats. Il réprime le soulèvement des spartakistes à Stuttgart et se met au service du nouveau gouvernement de l'État libre populaire de Wurtemberg qui le nomme à la tête des troupes de sécurité wurtembergeoises (de) (Württembergische Sicherheitstruppen). Il deviendra ensuite chef de la police de Stuttgart.
Sous la conduite du général Otto Haas (de), les troupes de sécurité wurtembergeoises contribuent à l'écrasement de la République des conseils de Bavière en 1919 puis du soulèvement ouvrier de la Ruhr (mars-avril 1920). Pendant le putsch de Kapp (13-17 mars 1920), le gouvernement de la république de Weimar se réfugie provisoirement à Stuttgart où les troupes lui sont restées fidèles.
Par le traité de Versailles de 1919, l'Allemagne n'est autorisée à conserver qu'une petite armée de 100 000 hommes sans capacités offensives, la Reichswehr. Les troupes wurtembergeoises, badoises et hessoises sont réduites à 3 régiments d'infanterie, les 13e (wurtembergeois), 14e (badois) et 15e, et au 5e régiment d'artillerie, le tout formant la 5e division avec son état-major à Stuttgart.